# Китаїв
Кита́їв (в деяких джерелах помилково — Китаєве) — місцевість на південній околиці Києва (Голосіївський район), у східній частині Голосіївського лісу. Розташована між вулицями Моторною, Пирогівський Шлях, Учбовою та каскадом ставків наприкінці Китаївської вулиці, межує з півночі з місцевостями Мишоловка та Багринова гора, зі сходу — з Корчуватим, з півдня (через лісосмугу) — з Пироговим, з заходу — з Болгарським хутором. Від назви місцевості походять назви Китаївської, Великої Китаївської та Малої Китаївської вулиць, Китаївського провулка (ліквідований у 1980-х роках), монастиря Китаївська пустинь, Китаївських печер і Китаївських ставків.
Головні вулиці — проспект Науки (кінцева частина) і вулиця Китаївська.

## Походження назви
Існує кілька версій походження назви «Китаїв». За найрозповсюдженішою з них назва походить від тюркського слова «китай» — укріплення, фортеця, під якою мається на увазі давньоруське городище, яке розташовувалося в цій місцевості. Менш поширена версія походження назви від давньослов'янського слова «кита» — «зв'язаний в пучок». Також з 2-ї половини XVIII століття відома легенда, що за часів Київської Русі в Китаївському городищі мав свій будинок (за деякими версіями — палац-фортецю) князь Андрій Боголюбський на прізвисько Китай. Втім, про таке прізвисько Боголюбського згадано лише в грамоті, наданій ним у 1159 році Києво-Печерському монастирю — «...Се аз великий князь Китай, названий у святому хрещенні Андрієм Юрійовичем» — яку історики, зокрема, Микола Закревський, вважають підробкою XVI століття.

## Історія
На території Китаєва розташовується Китаївський археологічний комплекс, який більшістю істориків, зокрема, М. Максимовичем, В. Антоновичем, П. Толочком, М. Кучерою, Л. Махновцем ототожнюється з літописним містом Пересічень. З 2001 року має статус археологічної пам'ятки національного значення, занесений до реєстру пам'яток під назвою «Китаївське городище і курганний могильник» і охоронним номером 260026-Н. Найдавніші археологічні знахідки на майданчику дитинця та основної частини городища включали фрагменти кераміки ранньозалізного віку та зарубинецької культури. Наступні знахідки належать до поселення VIII ст. Волинцівської культури. Далі у Х ст. на місці покинутого волинцівського поселення виникає укріплення, пізніше ускладнене додатковим рядом укріплень. Комплекс укріплень належить до розвинутого середньовіччя ІХ–ХІІІ ст. і відомий археологічними пам'ятками — городищем (залишками давньоруської фортеці), курганним могильником, печерами і поселенням.

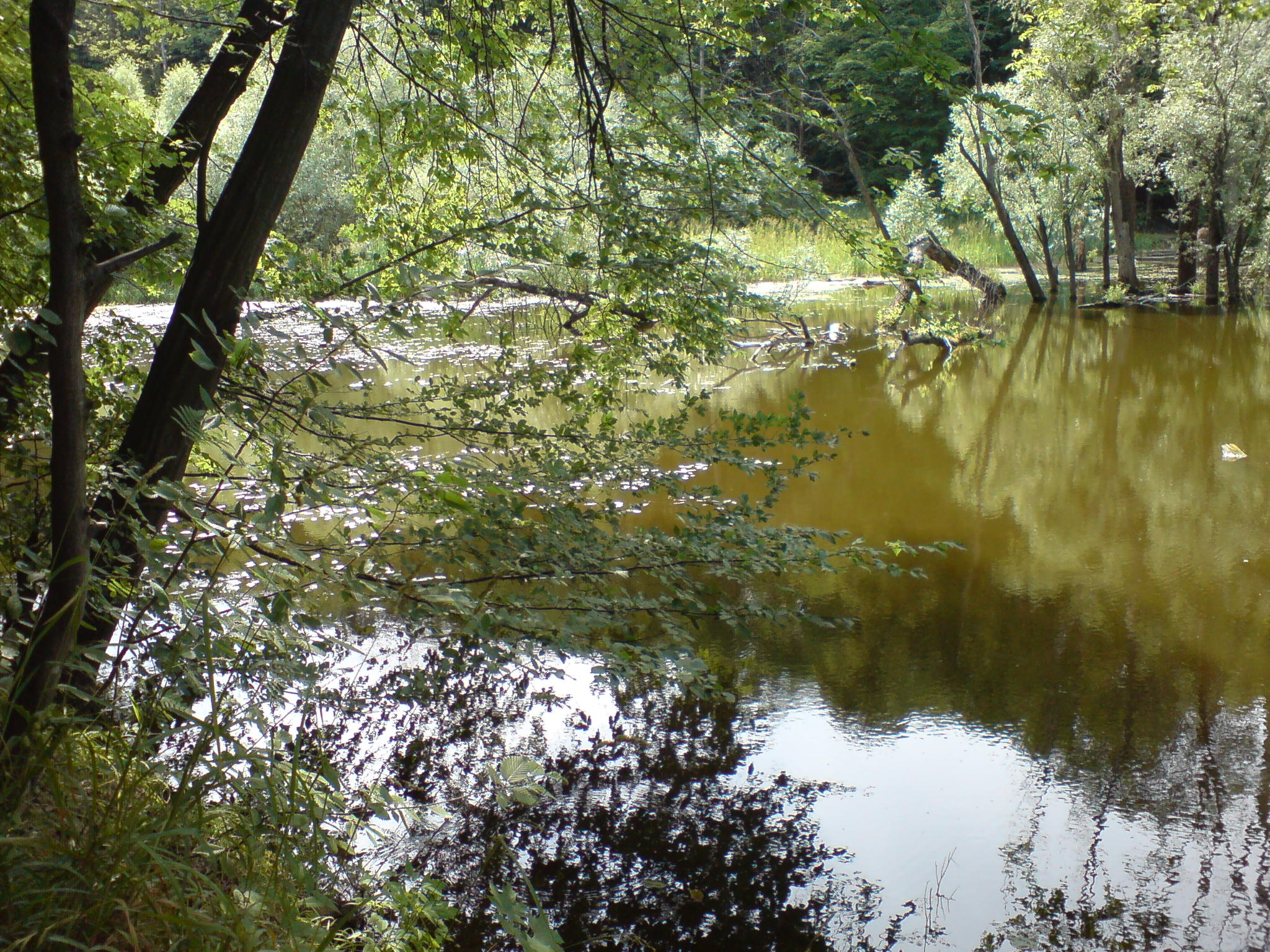
Китаївські ставки. Голосіївський ліс

З XIV століття у Китаєві існує печерний монастир, заснований ченцями-пустельниками, а в XVII столітті підпорядкований Києво-Печерській лаврі й з того часу відомий як Китаївська пустинь, відома перебуванням тут у 1776 знаменитого православного святого Серафима Саровського. Біля неї влаштовано низку ставків, названих Китаївськими.
У 1853 Китаївська пустинь перейменована на Троїцьку. Крім того, у XIX — на початку XX століття фігурує також хутір Китаїв (Китаївський), що в 1920 вилучений у Києво-Печерської лаври в державну власність і приєднаний до сільради с. Мишоловка.
Територія між Китаївською пустинню і Моторною вулицею (власне «житловий» Китаїв) почала інтенсивно заселятися на межі XIX—XX століть (сучасні вулиця і провулок Миколи Бурачека, Китаївська вулиця, Пересіченський провулок, нижня частина проспекту Науки). У 1900—10-і роки дачна місцевість Китаїв розташовувалася біля Дніпра, на території сусіднього Корчуватого (вздовж Набережно-Корчуватської вулиці).
Китаїв став осередком натхнення для таких видатних постатей, як Михайло Драгоманов, Олена Пчілка, Людмила Старицька-Черняхівська, Микола Зеров, Панас Саксаганський та багатьох інших. Тут народжувалися музичні твори та поетичні рядки і відбулося чимало знаменних подій. Зокрема у літній домівці Драгоманових було весілля Ольги Драгоманової та Петра Косача. У цей пам'ятний день в Китаїв прибуло багато друзів родини, представників Старої громади.
Також у Китаєві відбулось освячення літнього народного театру, влаштованого у садибі нащадків власника цегельного заводу Сніжка. Аматорський театральний колектив Михайла Старицького виступив на сцені з славнозвісною комедією «За двома зайцями». Справу батька продовжила Марія Старицька — на китаєвській сцені ставилися п'єси корифея та твори інших драматургів.
Микола Лисенко впродовж багатьох років відпочивав разом зі своєю чисельною родиною в мальовничому Китаєві. Поруч з дачним будиночком ріс великий ліс, у якому вранці після сніданку композитор усамітнювався задля творчості. Літніми вечорами китаївські дачники збирались послухати щойно написані твори.
В 20-ті роки Михайло Грушевський влітку мешкав в Китаєві, де облаштував будинок по вул. Китаївська, 13/7.
В 1925 Китаїв фігурує як окреме село, в якому влаштовано сільгоспкооператив «Огородник», а в 1937 році — як хутір, на території якого створений будинок інвалідів. Надалі як поселення із самостійним статусом Китаїв більше не згадується.

## Історичні духовні персоналії
Китаївську пустинь у 1776 році відвідав 22-х річний юнак Прохір Мошнин з Курська. Відомий чернець-дівиця Досифей вказав юнаку на Саровську пустинь як місце постійного чернецтва. Прохір виконав настанови Досифея та увійшов у світову православну історію як святий чернець Серафим Саровський.
Християни Корчуватого трепетно зберігають пам'ять про ці важливі історичні події, оскільки знаменитий чернець під час перебування в Китаївській пустині проживав у вірян селища Корчувате, що межує з відомими Китаївськими печерами, де постійно перебував чернець-дівиця Досифій.

## Сучасний стан
1930 року на базі садового господарства Києво-Печерської Лаври засновано Український науково-дослідний інститут садівництва. Першим директором став відомий український селекціонер Володимир Симиренко.
У Китаєві розташований Інститут захисту рослин НААН України. Також по сусідству розміщується Центральний клінічний госпіталь Державної прикордонної служби України.

## Галерея

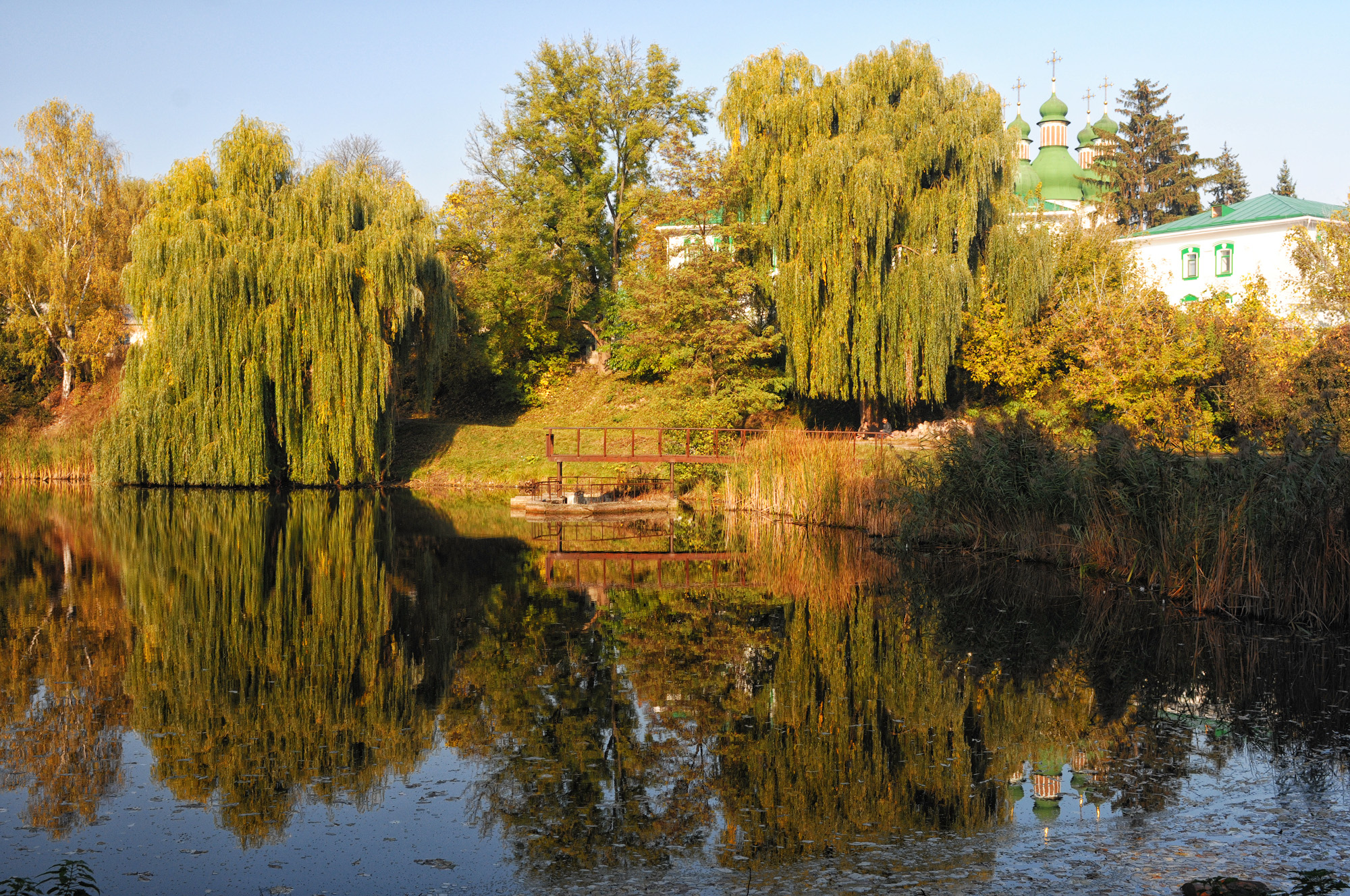
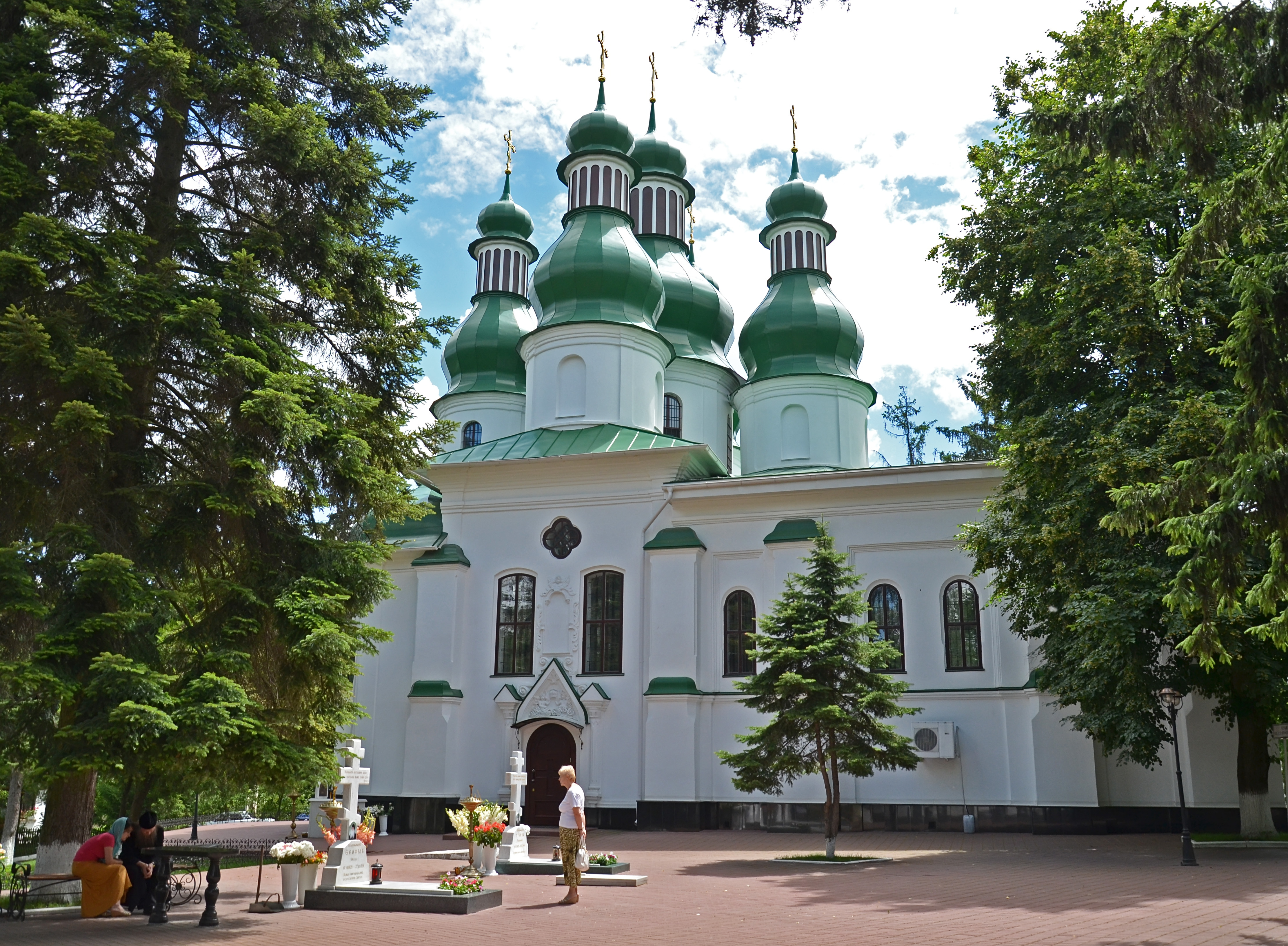
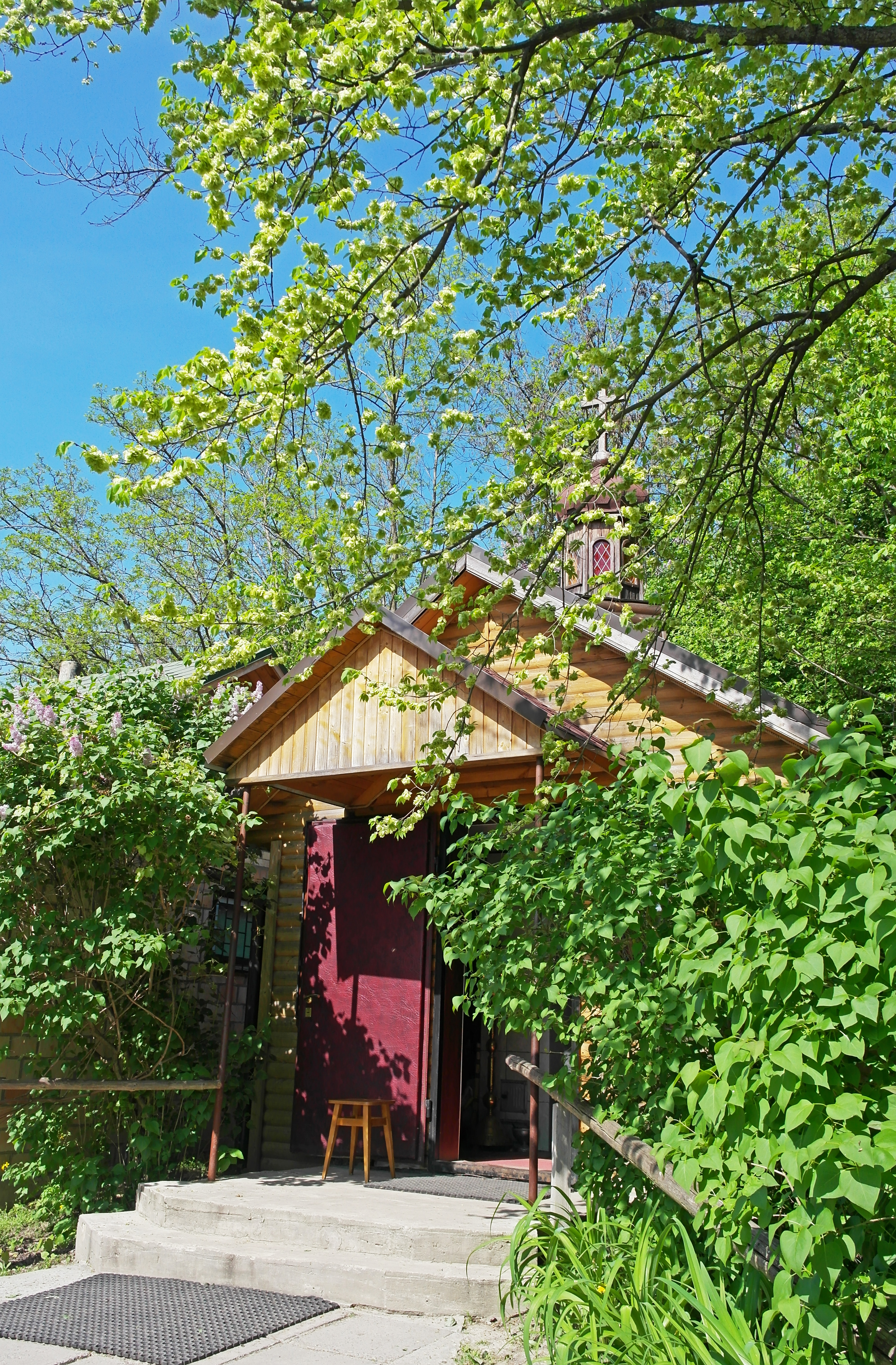
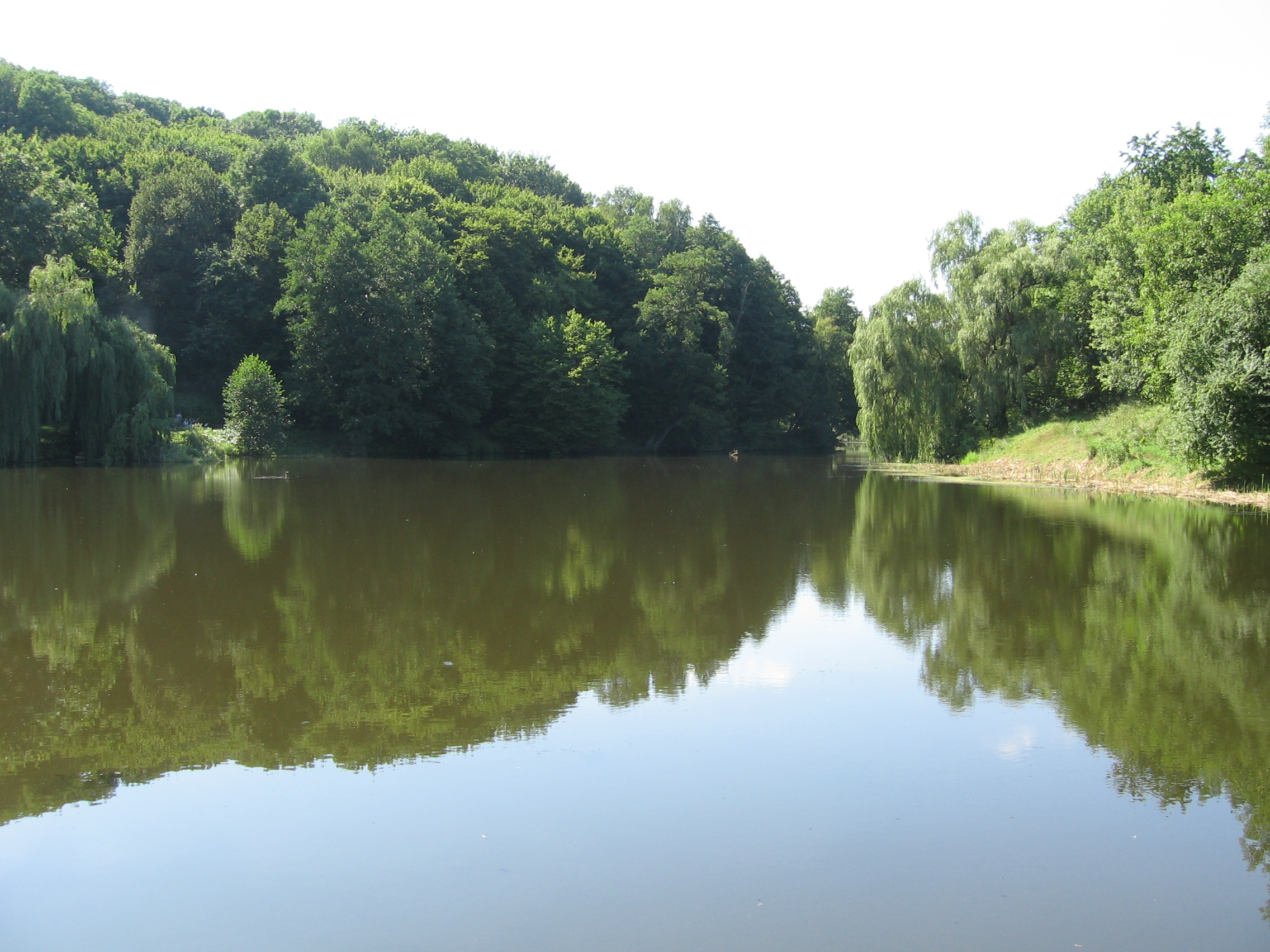
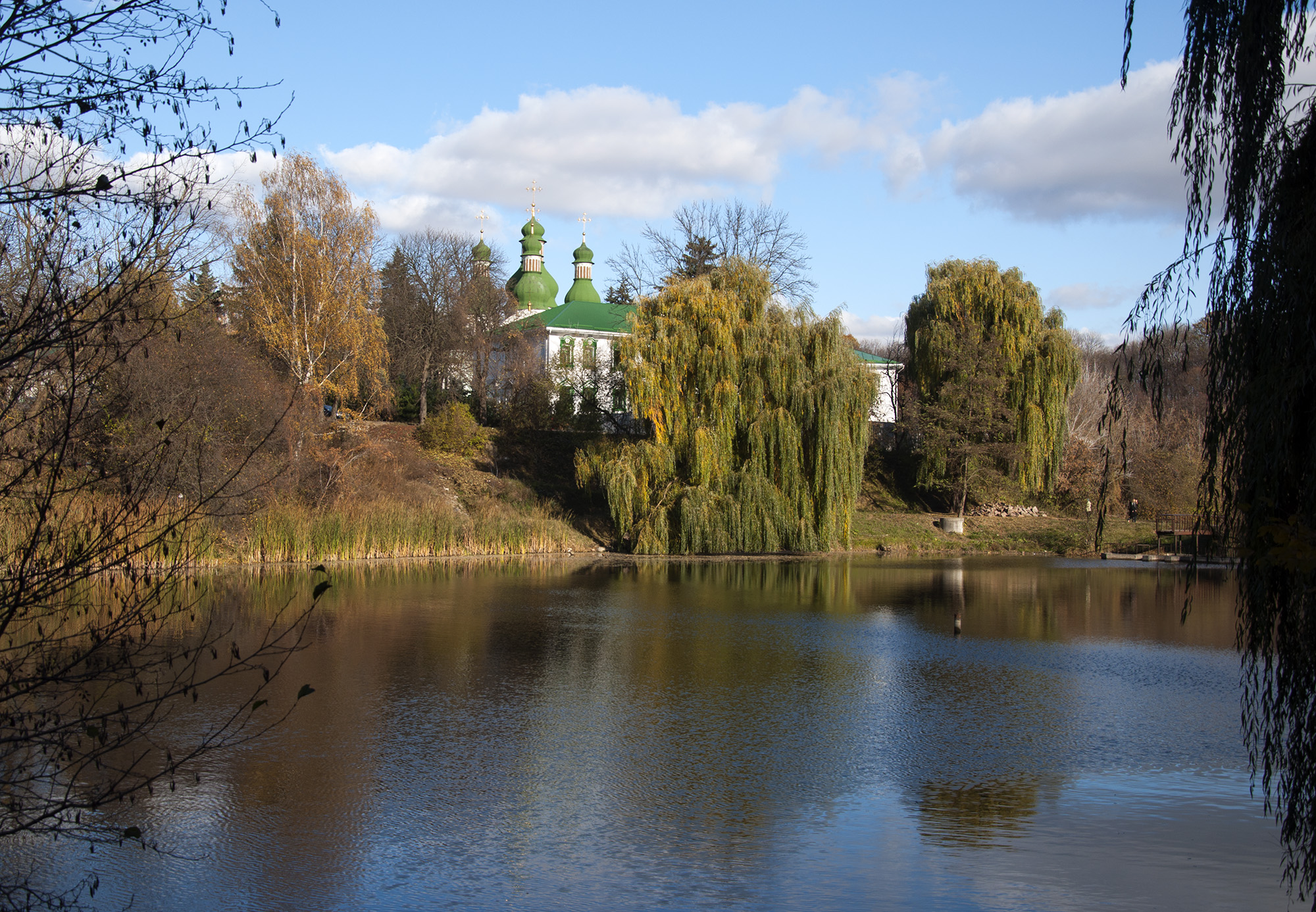
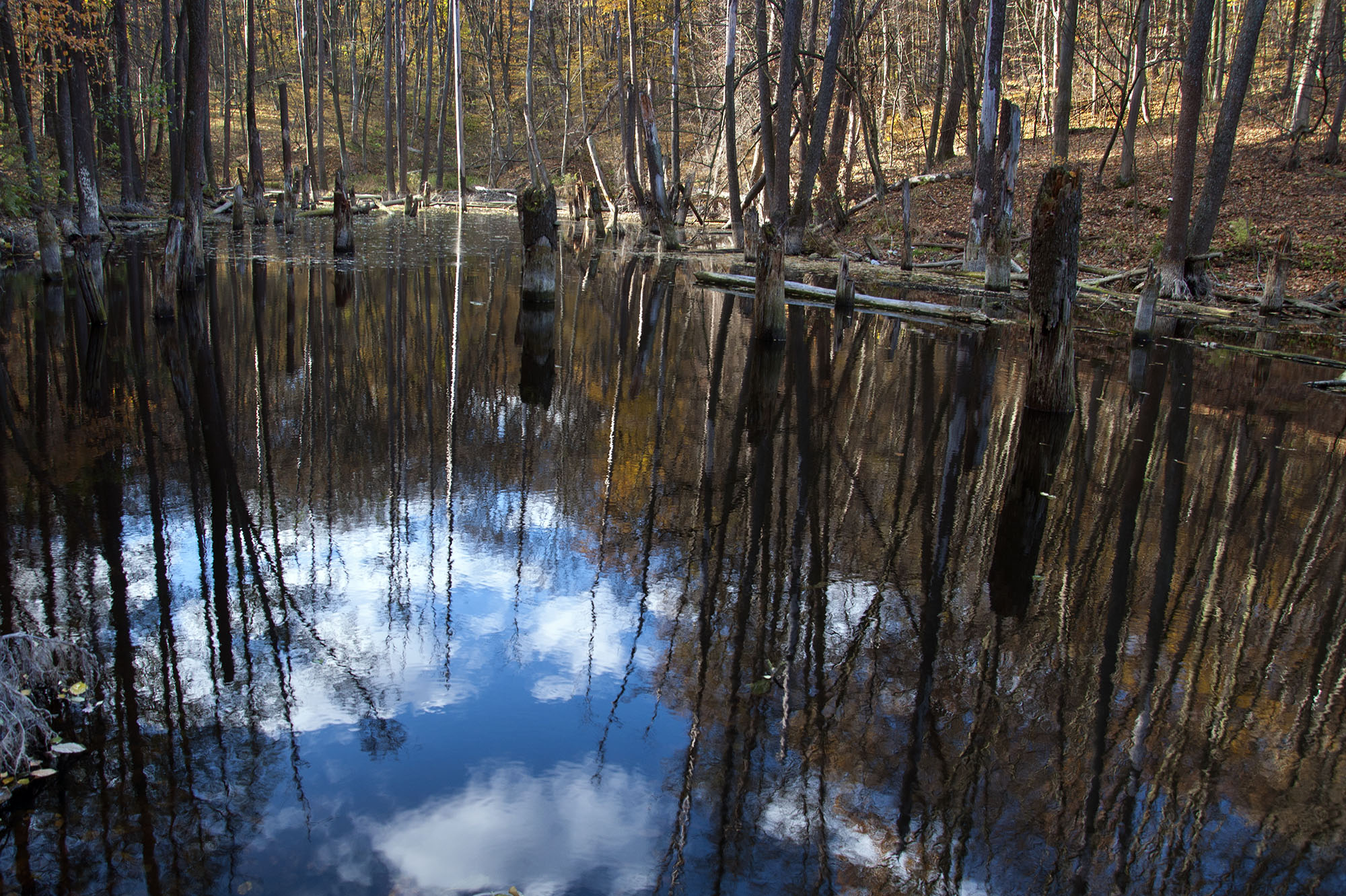
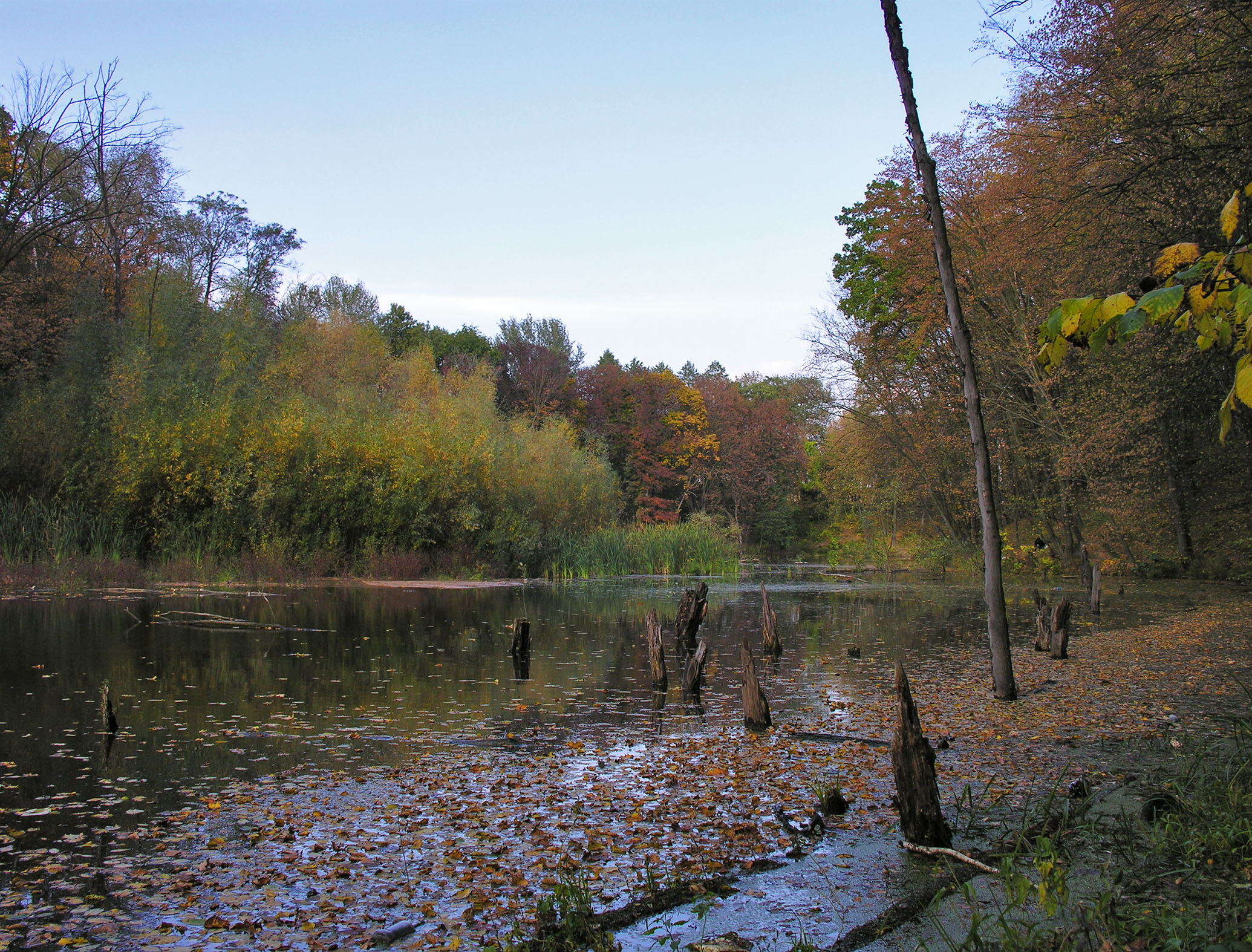
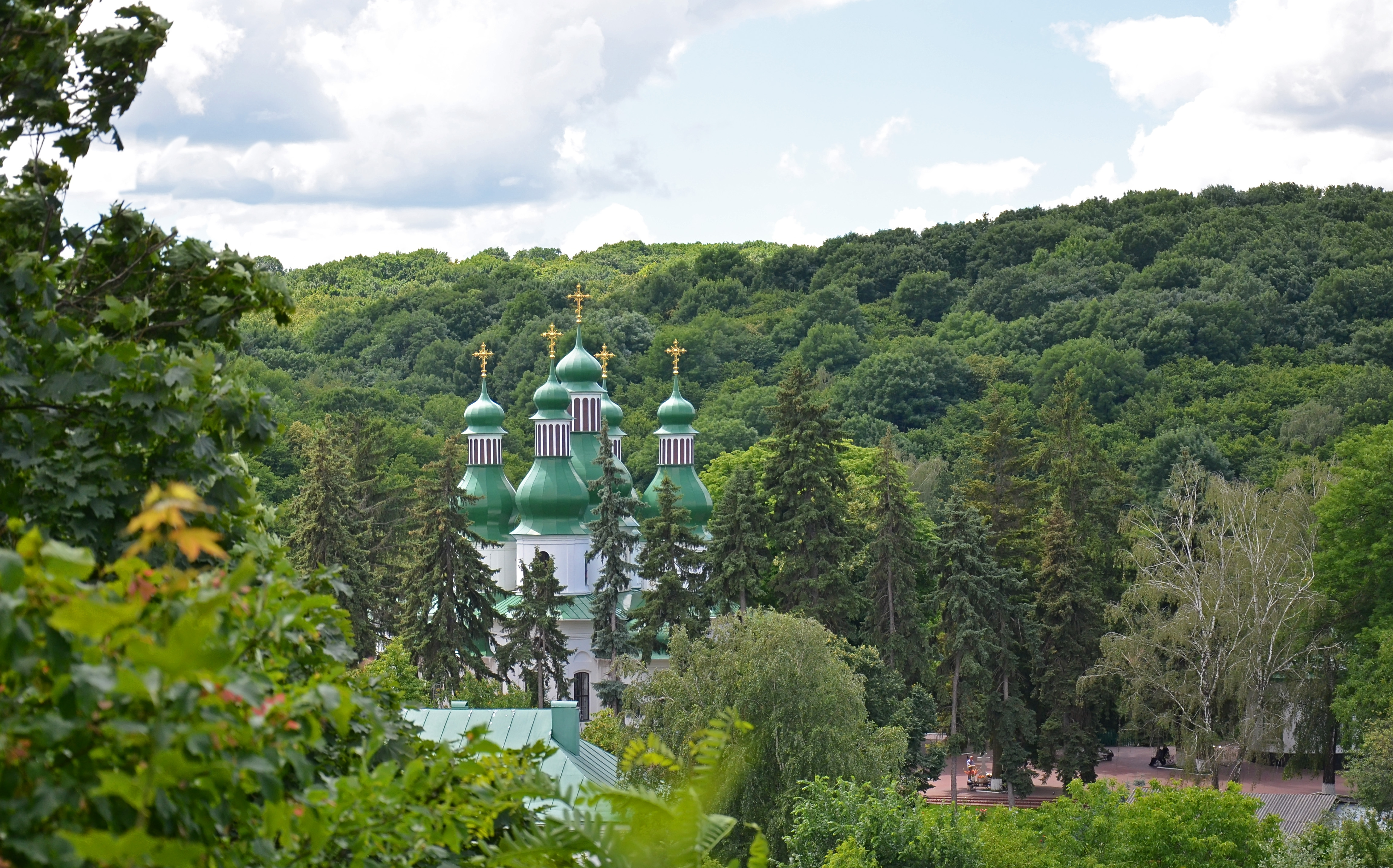
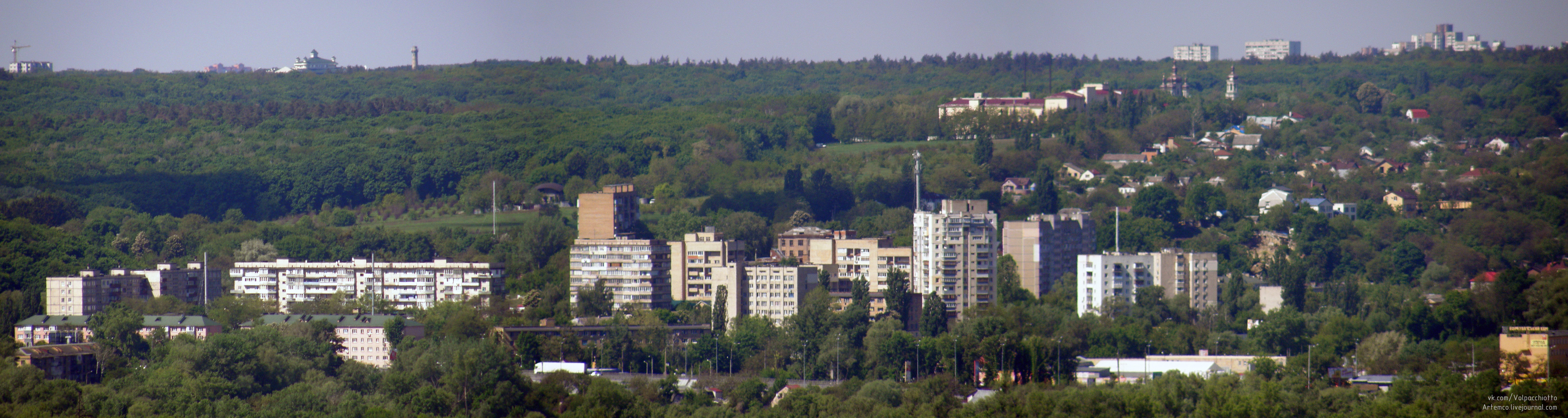
житловий район Китаїв
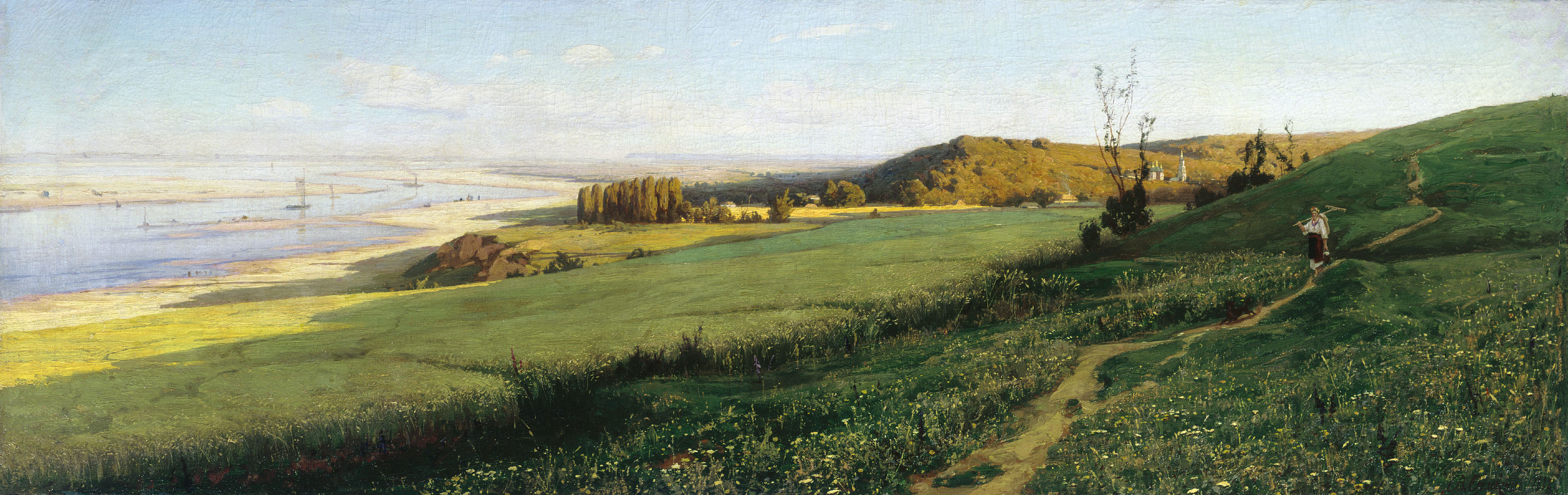
Володимир Орловський. «Дніпро». 1882 р. Дніпро. На задньому плані – споруди Свято-Троїцької пустині.